# 研修医 天堂独太2 〜命の天秤〜
『研修医 天堂独太2 〜命の天秤〜』（けんしゅうい てんどうどくた2 いのちのてんびん）は、スパイクから2005年10月20日に発売されたニンテンドーDS用ゲームソフト。
2004年12月20日に発売された『研修医 天堂独太』の続編。前作よりシナリオのボリュームが増え、マルチエンディングが採用されている。

## 登場人物
天堂 独太（てんどう どくた）
主人公、研修2年目となる新米の医者。
青嶋 由真（あおしま ゆま）
聖命医大に新たに赴任してきた研修医。
星 幸（ほし さち）
看護師。
フローレンス・真紀子・桜田
看護師長。
沢井 恭介（さわい きょうすけ）
聖命医大病院外科部長。
上戸 愛（うえと あい）
研修医で研修終了後は小児科に配属が決まっている。
柏木 慶一（かしわぎ けいいち）
循環器内科医師。
増居 宇津蔵（ますい うつぞう）
麻酔科。
麻生 鈴（あそう すず）
心臓外科医。
倉衣 早苗（くらい さなえ）
看護士。前作では素顔が分からなかったが今回は素顔が判明
沢井 ヒカル（さわい ひかる）
外科部長・沢井恭介の娘で独太の腹違いの妹。
来生 ラン（きすぎ らん）
交通事故で運ばれてくる患者
康一の手術が3分以内に終わらないと死んでしまう。
猪瀬 康一（いのせ こういち）
梓の弟で不良達と揉めている。
彼も姉と同じように病院で手術を受けることになるが由真の説得に失敗すると死んでしまう
猪瀬 梓（いのせ あずさ）
康一の姉。
彩 美伊奈（いろどり みいな）
エリの友達で男性が苦手。
彼女の触診パートでは触る場所を4回間違えるとゲームオーバーになってしまう
点滴のエリ（てんてきのえり）
美伊奈の友達。前作では乃木救急病院看護師(派遣)をしていたが現在はホワイトエンジェルと言うお店(カルテ5で登場)で働いている
輝木 力（かがやき ちから）
人気アイドルで手術をする為入院してくる
クッキー
輝木力が病院の外で見つけた野良犬。
力が病院に置いて欲しいと言った為独太が恭介に説得し力の入院期間中だけセラピー犬として病院内で飼われる事になった。
その後自殺しようとした力のファン・直子が持っていたカッターを咥えて直子から取り上げる事に成功した功績を認められ正式に病院のセラピー犬となる。
玉城 香（たまき かおり）

玉城 大地（たまき だいち）

玉城 雫（たまき しずく）

玉城 空（たまき そら）